# Centropyge acanthops
Centropyge acanthops е вид бодлоперка от семейство Pomacanthidae. Видът не е застрашен от изчезване.

## Разпространение и местообитание
Разпространен е в Британска индоокеанска територия (Чагос), Йемен, Кения, Мавриций, Мадагаскар, Майот, Малдиви, Мозамбик, Оман, Реюнион, Сейшели, Сомалия, Танзания и Южна Африка (Източен Кейп и Квазулу-Натал).
Обитава крайбрежията на океани, морета и рифове. Среща се на дълбочина от 15 до 150 m, при температура на водата около 23,2 °C и соленост 35,4 ‰.

## Описание
На дължина достигат до 8 cm.
Популацията на вида е стабилна.